# So Weird
So Weird, Sinistro no Brasil ou Fenómenos Estranhos em Portugal, é  uma série de televisão americano-canadense que foi ao ar no Disney Channel de 1999 a 2001. A série, começou centrada na adolescente Fiona Phillips (Cara DeLizia) que saía em turnê com sua mãe (uma estrela do rock) (Mackenzie Phillips), encontrando atividade paranormal pelo caminho. Agindo como um Arquivo-X para o público jovem, a série tinha um tom mais escuro que outros Disney Channel Originals. A terceira e final temporada teve a substituição de Cara DeLizia pela atriz Alexz Johnson interpretando Annie Thelen numa renovada, mais light versão do show. Depois de 65 episódios, a Disney Channel finalizou a produção da série. No Brasil, Sinistro foi emitida no SBT e na Fox Kids posteriormente Jetix, ambos canais pertencentes à empresa Disney. Em Portugal Fenómenos Estranhos foi exibida de 2001 a 2004 no Disney Channel na sua versão legendada.
Em 2019 a Disney finalmente lançou a série oficialmente pela plataforma de streaming Disney+, no dia 12 de Novembro de 2019. Pela primeira vez a série ficou disponível em alta definição para visualização.

## Elenco
- Cara DeLizia como Fiona 'Fi' Phillips (Temporadas 1-2)
- Mackenzie Phillips como Molly Phillips
- Alexz Johnson como Annie Thelen (Temporada 3)
- Patrick Levis como Jack Phillips
- Erik von Detten como Clu Bell (Temporada 1 e participações especiais nas temporadas 2 e 3)
- Eric Lively como Carey Bell (Temporadas 2-3)
- Belinda Metz como Irene Bell
- Dave Ward como Ned Bell
- Raphael Bela como Brad Beauty (temporada 3)

## Primeira temporada
A temporada começou com Fiona Phillips em turnê com sua famosa mãe roqueira Molly, seu irmão Jack , o motorista do ônibus Ned, sua esposa Irene, e o filho deles, Clu. Por trás dos encontros paranormais de Fi estava em busca de se comunicar com seu pai, que morreu quando ela tinha três anos. Fi primeiro encontrou seu pai no segundo episódio, chamado "Website" onde um poder desconhecido a enviou artigos da internet avisando-a do futuro. De invasões de aliens, fendas temporais, e fantasmas, Fi enfrentou 13 episódios de paranormalidade. Também encontrou: um poderoso tulpa, um Pé-grande, anjos, e mais importante, o Will o' the Wisp. No final da temporada, Jack foi possuído por um Fogo-Fátuo escocês, conhecido como Spunkie. Fi encontrou o verdadeiro nome do espírito - Bricriu - e salvou seu irmão dizendo-o.

## Segunda temporada
A segunda temporada foi bem mais sombria que a primeira, com 26 episódios. No início, foi mostrada a pausa da turnê de Molly para gravar um álbum. Fi e sua amiga Candy conheceram um médium quem foi provado ser uma fraude. No entanto, quem tira a máscara do enganador era na verdade um médium de verdade, que ajudou Fi a contatar seu pai pela música através de seu antigo violão. O episódio termina numa cena emocional entre Fi e Molly, revelando o quanto Molly se sente pela busca de Fi pelo pai. O Personagem Clu foi tirado dessa temporada pois eles saiu para ir para a faculdade, assim aparecendo nos primeiros seis episódios da temporada. Seu irmão Carey foi introduzido para substitui-lo. Muitos monstros clássicos apareceram nessa temporada, incluindo vampiros, lobisomens, banshees, trolls, sereias e tritões. Em um dos principais episódios, Fiona descobre que seu pai investigava os mesmos tipos de eventos paranormais que Fi investiga. De fato, foi exatamente isso que o matou. Fi ficou zangada com Molly por ela ter encoberto a verdade sobre o pai de Fiona. Uns poucos episódios depois disso, Molly foi possuída pelo mesmo Will o' the Wisp que possuiu Jack na primeira temporada, e Fi descobre que Bricriu ou outra criatura maligna, embora não necessariamente o próprio Bricriu, pôde ter matado o pai de Fiona, resultando no acidente de carro que a policia decretou como a causa da sua morte. Nesse episódio, Bricriu usa Molly para tentar matar o bombeiro que estava presente no acidente de carro de Rick e que sabe que o pai de Fiona foi morto, com nenhuma causa aparente antes do acidente. Seguindo os episódios, Fiona tem um outro contato com o seu pai através da resposta da pergunta do troll - Faith - que foi revelada no último momento.A temporada acaba com Fi descobrindo que a irmã gêmea do seu pai esta recebendo mensagens dele enquanto ela dorme. A mensagem diz para Fiona ir até ao telhado de um prédio onde ela é atacada por um espírito demoníaco e e salva do espírito por seu pai. Ele deixa ela com uma mensagem que o mundo dos espíritos esta com raiva com o que ela faz e que ele sempre a protegerá. No final, Fiona tem sua despedida apropriada do seu pai que ela esteve sempre procurando. Muitos fãs de Cara DeLizia consideraram esse uma celebração digna à série.

## Terceira Temporada
Depois de terem feito uma temporada tão sombria como a segunda temporada, o show foi forçado a ser um pouco mais "light" até os últimos episódios. Cara de Lizia deixou a série depois da do primeiro episódio, e isso fez com que Annie Thelen (Alexz Johnson), uma amiga da família, fosse introduzida à série. Fi tem ainda um outro encontro com Bricriu que com ele convencendo ela a desistir de sua atração por coisas sobrenaturais para proteger sua família. Fiona, incapaz de qualquer jeito de ver que Bricriu estava agindo por seus próprios interesses, prendeu ele em um disquete. A atração, manifestada em seu anel que seu pai deu a ela foi passado para Annie e Fi foi morar com sua tia. Molly mudou-se com sua família para uma nova e colorida casa.
O foco da terceira temporada foi o mistério por trás de um espírito protetor que seguia ela na forma de uma pantera negra, essa história tem a ver com o fato de ela ter feito uma viagem quando ela era pequena ao Peru. Seu personagem também tinha um talento musical, e em alguns episódios mostra ela cantando mais do que Mackenzie Phillips. As histórias da terceira temporada foram um pouco diferente dos episódios das outras temporadas, mexendo com coisas inimagináveis como ser sugado para dentro de um quadro, ter a alma roubada e presa numa fotografia, detenção de classe que nunca acaba, poder de roubar o talento musical de outros, universos paralelos se chocarem mas também teve aparições de criaturas como múmias, ETs, monstros do lago, bebês trocados, bonecos de voodoo, mágicos e musas. Fiona nunca mais reapareceu na temporada, nem mesmo no último episódio, que foi mais como um episódio relembrando as coisas que aconteceram na terceira temporada, embora fosse mencionada inúmeras vezes e os personagens falassem com ela pela internet.

## Cancelamento
Depois de 65 episódios, a Disney cancela suas séries não importa o quão popular ela seja entre telespectadores. Depois que Sinistro terminou, reprises da série foram exibidas mais ainda na programação. Antes dela ter sido retirado de uma vez, a série foi exibida no bloco Mysteria nas noites de finais de semana e depois diariamente no Fox Kids e depois no Jetix.

## Trilha sonora
Em suporte à série, Alexz gravou músicas que não foram lançadas oficialmente, formando o álbum So Weird.
Faixas
1. Push Me Pull You
2. What You Do
3. To Dream About You
4. Cause Your Watching Over Me
5. One in a Million World
6. Never Give Up
7. To Dream About You

## Episódios que não saíram do papel
Os produtores executivos Jon Cooksey e Ali Marie Matheson tinham planejado uma terceira temporada bem sombria e misteriosa, bem diferente da terceira temporada oficial. A segunda temporada terminaria com Rick sendo jogado de cima do telhado em vez de ter uma despedida com a filha. A terceira temporada continuaria as histórias das temporadas anteriores, incluindo o Bricriu que faria uma reaparição, possuindo Fi que mais tarde seria salva por um padre, irmão de Molly. Fiona continuaria a investigar coisas sinistras mas, devido ao incidente do telhado, ela seria mais cautelosa; os antepassados bruxos dos Phillips fariam uma participação na série; o alien que costumava aparecer nas temporadas anteriores finalmente apareceria para Fiona; seria revelado que Jack teria sido em vidas passadas um cavaleiro (sutilmente fazendo referencia ao episódio Strangeling da primeira temporada); um passado alcoólico de Molly (o assunto de "In the Darkness") seria adicionado; e a história de Rick seria continuada até os últimos episódios, onde Fi iria até o inferno resgatar o seu pai.[carece de fontes?]
Entretanto, a Disney não aceitaria temas tão pesados para série. Eles optaram por temas menos sombrios para a terceira temporada. E foi essa razão que os produtores executivos Jon Cooksey e Ali Marie Matheson decidiram abandonar a série apesar de que a maioria dos episódios planejados não seriam possíveis de serem feitos porque Cara de Lizia já tinha tomado a decisão de deixar a série e procurar outros projetos.
Outro fato conhecido da Disney foi o fato deles rejeitarem a proposta de fazerem um episódio chamado "Chrysalis". O episódio teria como tema principal Carey ajudando um amigo que tem problemas de vício. O episódio introduziria de volta a o passado em que Molly era alcoólatra. O episódio "Avatar" foi ao ar substituindo esse.